# Campionati mondiali di maratona canoa/kayak 2014
I Campionati mondiali di maratona canoa/kayak 2014 sono stati la 22ª edizione della manifestazione. Si sono svolti a Oklahoma City, negli Stati Uniti d'America tra il 26 e il 28 settembre 2014.

## Medagliere
| Pos.   | Paese         | Oro | Argento | Bronzo | Totale |
| ------ | ------------- | --- | ------- | ------ | ------ |
| 1      | Ungheria      | 3   | 1       | 0      | 4      |
| 2      | Sudafrica     | 2   | 0       | 0      | 2      |
| 3      | Spagna        | 1   | 3       | 2      | 6      |
| 4      | Gran Bretagna | 0   | 1       | 1      | 1      |
| 4      | Rep. Ceca     | 0   | 1       | 1      | 2      |
| 6      | Portogallo    | 0   | 0       | 2      | 1      |
| Totale | Totale        | 6   | 6       | 6      | 18     |

## Podi

### Uomini
| Evento | Oro                                  | Perform.  | Argento                                                  | Perform.   | Bronzo                                 | Perform.   |
| Canoa  |                                      |           |                                                          |            |                                        |            |
| C-1    | Manuel Antonio Campos                | 2h08'19"" | Márton Kövér                                             | 2h08'38"   | Nuno Barros                            | 2h09'52"   |
| C-2    | Ungheria Márton Kövér Adam Docze     | 1h57'53"  | Spagna Manuel Antonio Campos José Manuel Sánchez Sánchez | 1h59'31"   | Spagna Óscar Graña Ramón Ferro         | 2h00'38"   |
| K-1    | Hank Mcgregor                        | 2h12'07"  | Iván Alonso Lage                                         | 2h12'12"   | José Ramalho                           | 2h12'15"   |
| K-2    | Sudafrica Hank Mcgregor Jasper Mocke | 2h03'24"  | Spagna Walter Bouzán Álvaro Fernández Fiuza              | 2h03'25"22 | Spagna Iván Alonso Lage Emilio Merchán | 2h03'25"53 |

### Donne
| Evento | Oro                                 | Perform. | Argento                                 | Perform. | Bronzo                                     | Perform. |
| Canoa  |                                     |          |                                         |          |                                            |          |
| K-1    | Renáta Csay                         | 2h05'25" | Lizzie Broughton                        | 2h05'27" | Anna Koziskova                             | 2h06'14" |
| K-2    | Ungheria Alexandra Bara Renata Csay | 1h57'39" | Rep. Ceca Anna Koziskova Lenka Hrochovä | 1h57'43" | Gran Bretagna Samantha Rees-Clark Amy Ward | 1h58'13" |